# Burgraviato de Nuremberga

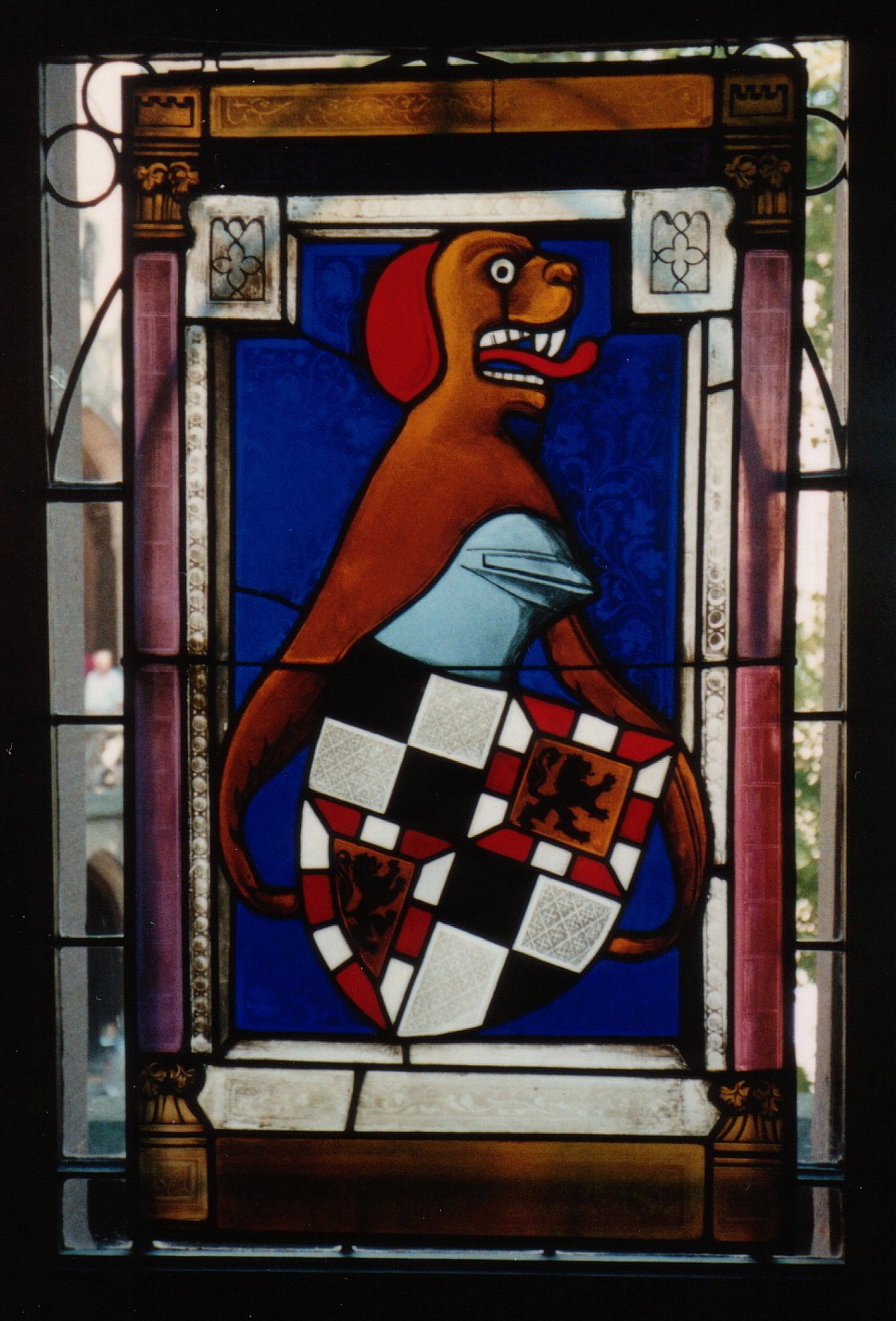
Brasão de armas dos Hohenzollern enquanto burgraves, em um vitral da janela do Castelo de Hohenzollern

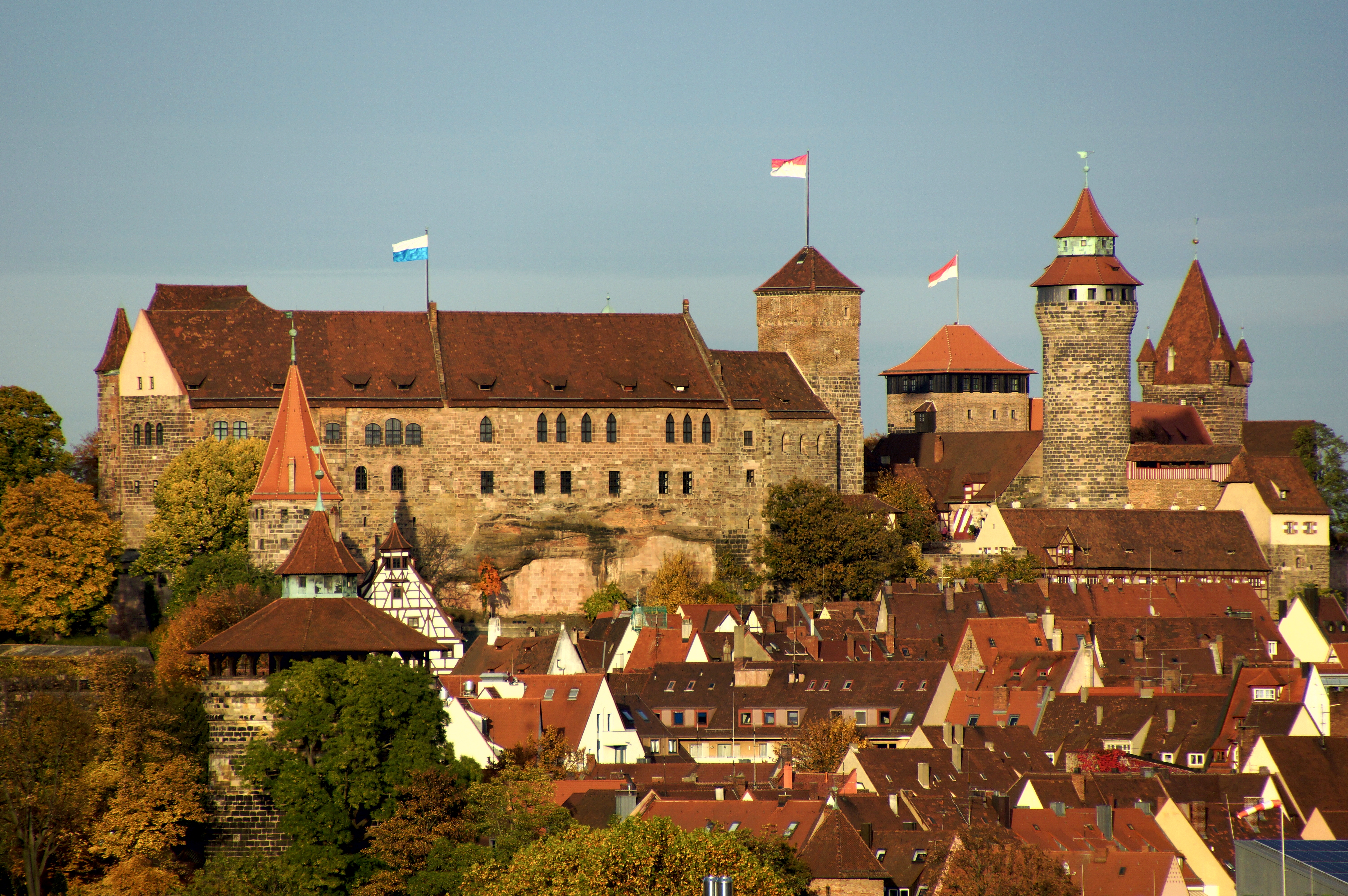
Castelo Imperial de Nuremberga

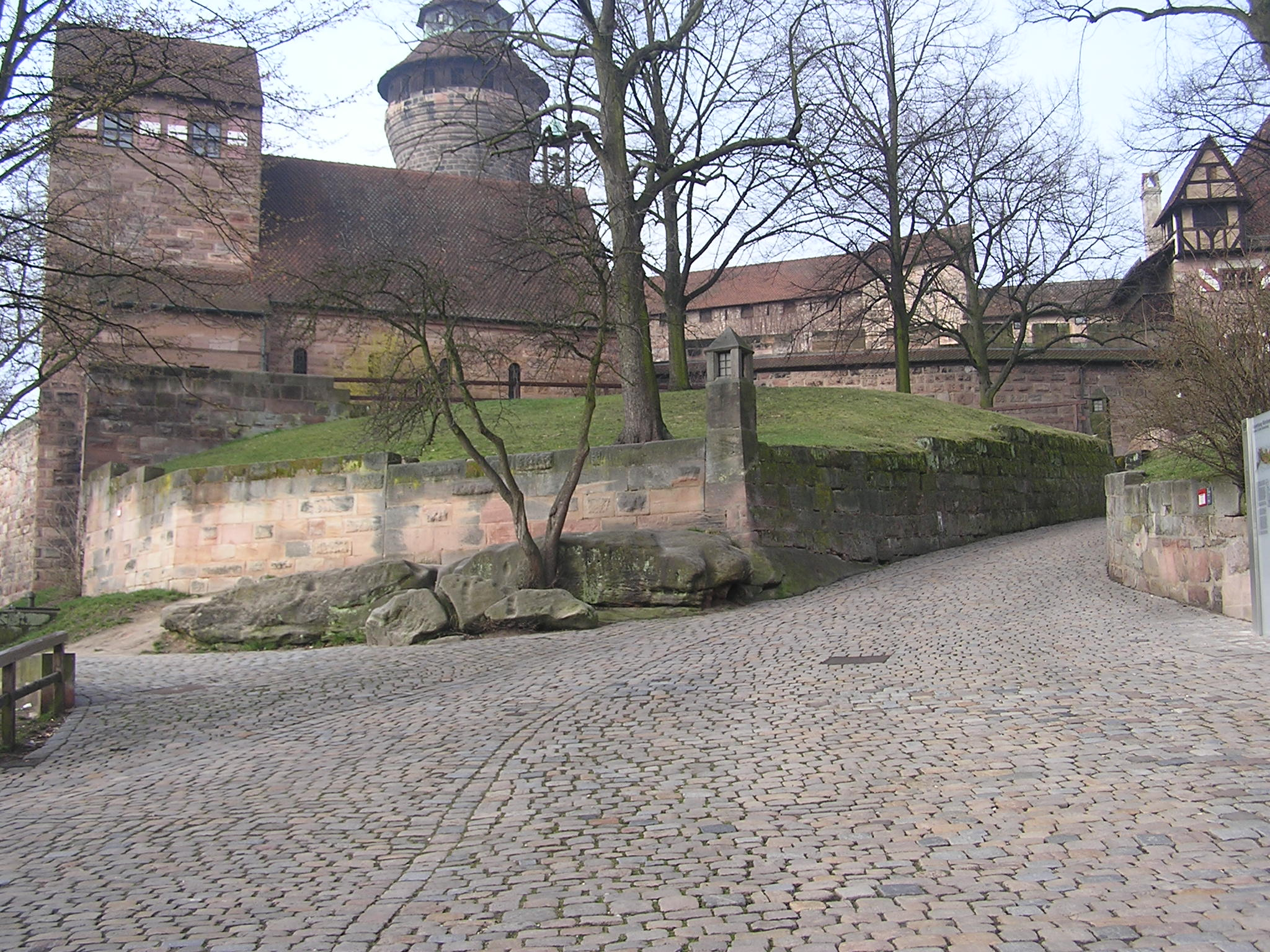
O Castelo dos Burgraves

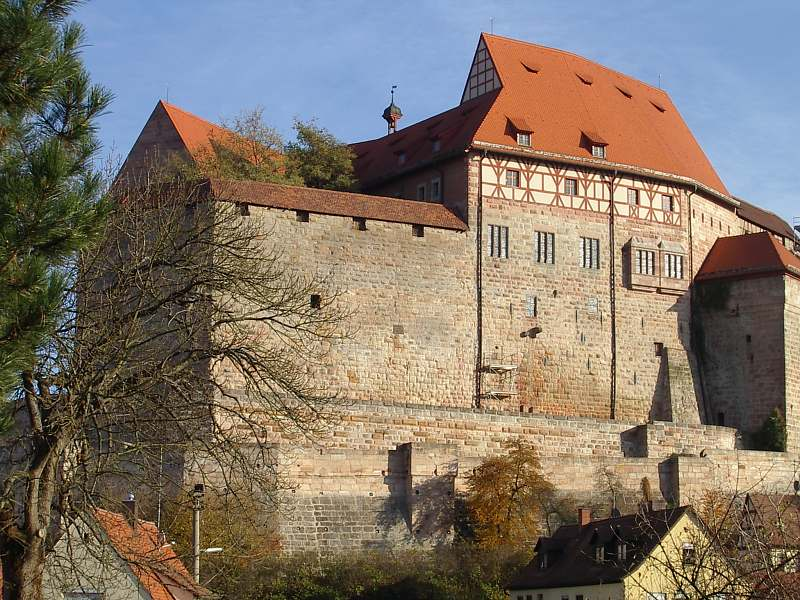
Castelo de Cadolzburg (desde 1260, sede do Burgraves)

O Burgraviato de Nuremberga (em alemão:  Burggrafschaft Nürnberg) foi um estado do Sacro Império Romano-Germânico, do início do século XII até o final do século XV. Como um burgraviato, era um condado assentado na cidade de Nuremberga. Quase dois séculos se passaram antes que a burgraviato perdesse o poder sobre a cidade, que se tornou independente a partir de 1219. Eventualmente, o burgraviato foi desmembrado para formar Brandemburgo-Ansbach e Brandemburgo-Bayreuth.

## História
Nuremberga foi provavelmente fundada por volta do século XI, de acordo com a primeira menção documentada da cidade, em 1050, como a localização de um castelo imperial entre a Frância Oriental e a baviera Marca de Nordgau. De 1050 a 1571, a cidade se expandiu e cresceu significativamente em importância devido à sua localização nas principais rotas comerciais. O Rei Conrado III estabeleceu a burgraviato e a primeira administração e corte sobre os territórios imperiais ao redor. Os primeiros burgraves eram da casa austríaca de Raabs mas, com a extinção da linhagem masculina, por volta de 1190, o burgraviateo foi herdado pelo último genro do conde, da Casa de Hohenzollern. Do final do século XII até o Interregno (1254-1273), no entanto, o poder dos burgraves diminuiu à medida que os imperadores da Casa Hohenstaufen transferiam a maioria dos poderes não-militares a um castelão, com a administração da cidade e os tribunais municipais entregues a um prefeito imperial (em alemão:  Reichsschultheiß), a partir de 1173/74. Este castelão não apenas administrava as terras imperiais ao redor de Nuremberga, mas cobrava os impostos e constituía a mais alta corte judicial em assuntos relacionados com a caça e silvicultura. Ele também era nomeado protetor de vários estabelecimentos eclesiásticos, igrejas e mosteiros, até mesmo do Bispado de Bamberga. Os privilégios da castelania foram transferidos para a cidade durante o final do século XIV e início do século XV. As relações tensas entre os burgraves e o castelão, finalmente se romperam em inimizade aberta, que muito influenciou a história da cidade.
Nuremberga é muitas vezes referida como tendo sido a "capital não-oficial"do Sacro Império Romano-Germânico, particularmente por causa da Dietas Imperiais (Reichstag) e porque as cortes se reuniam no Castelo de Nuremberga. As Dietas de Nuremberg foram uma parte importante da estrutura administrativa do império. A crescente demanda da corte real e a crescente importância da cidade atraiu o aumento de negócios e do comércio para Nuremberga, apoiada pelos imperadores Hohenstaufen. Frederico II (que reinou entre 1212 e 1250) concedeu a Großen Freiheitsbrief (em português: Grande Carta de Liberdade) em 1219, incluindo direitos municipais, imediatidade imperial (Reichsfreiheit), o privilégio de cunhar moedas e uma independente política de alfandegária, retirando a cidade, quase que totalmente, do âmbito dos burgraves. Nuremberga logo se tornou, com o Augsburgo, um dos dois grandes centros de comércio na rota de Itália para o Norte da Europa.

## Lista de burgraves

### Casa de Raabs
- 1105 – cerca de 1137 - Godofredo II de Raabs (governou até cerca de 1137)
- cerca de 1137 – cerca de 1143 - Conrado I (cerca de 1100 – cerca de 1143)
- cerca de 1143 – cerca de 1160 - Godofredo III (governou até cerca de 1160)
- cerca de 1160-1191/92 - Conrado II (cerca de 1125/30 – 1191/92, morreu sem descendentes masculinos)

### Casa de Hohenzollern
- 1192-1200/1204 - Frederico I (1139-1200/1204), originalmente Frederico III, Conde de Zollern, e casou-se com Sofia, filha de Conrado II, tornando-se, mais tarde, burgrave através desta união.
- 1204-1218 - Frederico II (1188-1255, filho mais novo de Frederico I)
- 1218-1261/1262 - Conrado I o Pio (cerca de 1186-1261/2, o filho mais velho de Frederico I e irmão de Frederico II). Conde de Zollern, como Conrado III
- 1262-1297 - Frederico III o Herdeiro (cerca de 1218-1297, filho de Conrado I)
- 1297-1300 - João I (cerca de 1279-1300, o filho mais velho de Frederico III). Governou com seu irmão Frederico IV.
- 1297-1332 - Frederico IV (1287-1332, filho mais novo de Frederico III e irmão de João I). Assumiu sozinho o governo do burgraviato após a morte de seu irmão.
- 1332-1357 - João II (1309-1357, filho de Frederico IV)
- 1357-1397 - Frederico V (1333-1397, filho de João II)
- 1397-1420 - João III (1369-1420, filho de Frederico V). Também Margrave de Brandemburgo-Kulmbach, a partir de 1398.
- 1398-1427 - Frederico VI (1371-1440, filho de Frederico V). Como Frederico I, também Margrave de Brandemburgo-Ansbach, a partir de 1398, Eleitor de Brandemburgo, a partir de 1415, Margrave de Brandemburgo, a partir de 1417, e Margrave de Brandemburgo-Kulmbach, a partir de 1420.

## Leitura complementar
- Sigmund Benker, Andreas Kraus (ed.): Geschichte Frankens bis zum Ausgang des 18. Jahrhunderts (em inglês:  History of Franconia to the end of the 18th century). 3ª edição. Beck, Munique, 1997. ISBN 3-406-39451-5
- Max Spindler, Gertrude Diepolder: Bayerischer Geschichtsatlas (em inglês:  Bavarian Historical Atlas. Bayerischer Schulbuch-Verlag, De Munique, De 1969,
- Gerhard Taddey: Lexikon der deutschen Geschichte (em inglês:  Encyclopedia of German history). 3ª edição. Kröner, Estugarda, 1998. ISBN 3-520-81303-3
- Markus Twellenkamp: Morrer Burggrafen von Nürnberg und das deutsche Königtum (1273-1417) (em inglês:  The Burgraves of Nuremberg and the German monarchy (1273–1417)). Korn und Berg, em Nuremberg, 1994. ISBN 3-87432-129-0 (Originalmente uma tese de Doutorado, Universidade de Bonn, de 1993)